# Rock the Casbah
Rock the Casbah – piętnasty singel zespołu The Clash wydany 11 czerwca 1982 przez firmę CBS.

## Lista utworów

### (wersja brytyjska)
1. „Rock the Casbah” – 3:43
2. „Long Time Jerk” – 5:10

### (wersja USA)
1. „Rock the Casbah” – 3:43
2. „Mustapha Dance” – 4:28

### (wersja kanadyjska)
1. „Rock the Casbah” – 3:43
2. „Red Angel Dragnet” – 3:47

## Skład
- Joe Strummer – wokal, gitara
- Mick Jones – gitara, wokal
- Paul Simonon – gitara basowa
- Topper Headon – perkusja (gitara basowa i pianino w „Rock the Casbah”)